# Rezolucja Rady Bezpieczeństwa ONZ nr 2204
Rezolucja Rady Bezpieczeństwa ONZ nr 2204 została przyjęta jednogłośnie 24 lutego 2015 r.
Rada przedłużyła sankcje nałożone na osoby zagrażające stabilności Jemenu i przedłużyła mandat tamtejszego Panelu Ekspertów na kolejny rok..